# Karoline Herfurth
Karoline Herfurth [kaʁoˈliːnə ˈhɛɐ̯fʊɐ̯t], née le 22 mai 1984 à Berlin-Pankow en République démocratique allemande, est une actrice, réalisatrice et scénariste allemande.

## Biographie
Elle a été découverte en 1994 dans son école et a eu son premier rôle dans le téléfilm Ferien jenseits des Mondes. Elle a participé pour la première fois à un film de cinéma en 2000 dans Crazy.
Elle est devenue célèbre en Allemagne avec le rôle de Lena dans Girls and Sex (Mädchen, Mädchen).
Elle participe également à un cirque d’enfants.

## Filmographie

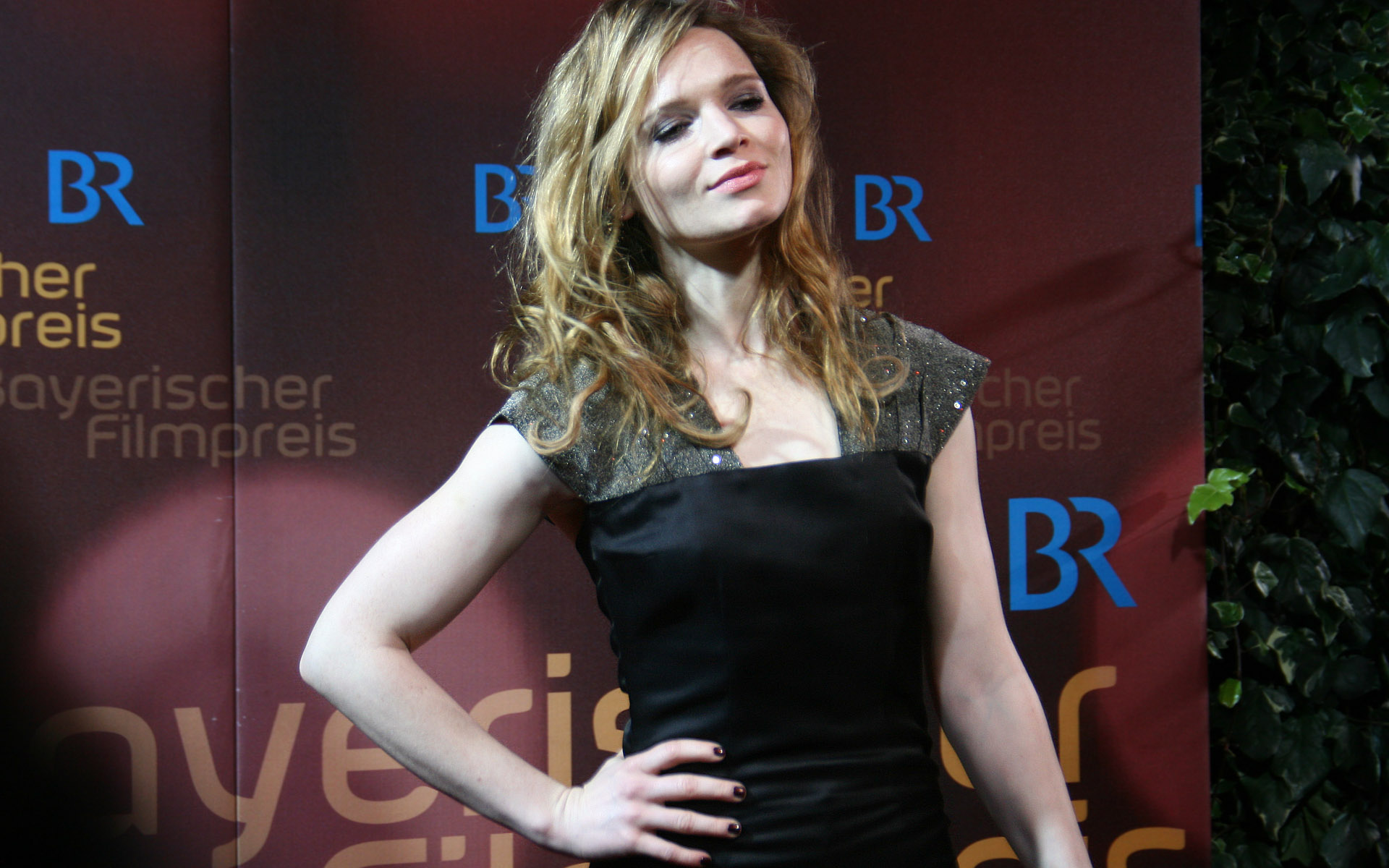
Karoline Herfurth au Bayerischer Filmpreis 2012.

### Cinéma

#### Longs métrages
- 2000 : Crazy : Anna
- 2001 : Girls and Sex (Mädchen, Mädchen) : Lena
- 2002 : Katie et Steffi (Große Mädchen weinen nicht) de Maria von Heland : Steffi
- 2004 : Une offrande musicale (Mein Name ist Bach) de Dominique de Rivaz : Princesse Amélie
- 2004 : Girls and Sex 2 (Mädchen, Mädchen 2 - Loft oder Liebe) de Peter Gersina : Lena
- 2004 : Une tout autre épreuve (Eine andere Liga) : Hayat Rudolph
- 2006 : Le Parfum, histoire d'un meurtrier : La jeune fille aux prunes
- 2007 : Pornorama : Luzie
- 2008 : L'Absent (Im Winter ein Jahr) de Caroline Link : Lilli Richter
- 2009 : The Reader : Marthe
- 2009 : Berlin 36 : Gretel Bergmann
- 2010 : Vincent, ses amis et sa mer (Vincent will Meer) : Marie
- 2010 : Nous sommes la nuit (Wir sind die Nacht) : Lena Bach
- 2011 : Le Bleu du ciel (Das Blaue vom Himmel) : Marga Baumanis jeune
- 2011 : Festung : Claudia
- 2012 : Zettl : Verena
- 2012 : Errors of the Human Body : Rebekka
- 2013 : Passion : Dani
- 2013 : Un prof pas comme les autres (Fack ju Göhte) : Elisabeth 'Lisi' Schnabelstedt
- 2014 : Rico, Oskar und die Tieferschatten : Tanja Doretti
- 2015 : Die Gespensterjäger - Auf eisiger Spur : Hopkins
- 2015 : Un prof pas comme les autres 2 (Fack ju Göhte 2) : Lisi Schnabelstedt
- 2015 : Traumfrauen de Anika Decker : Hannah Reimann
- 2015 : Rico, Oskar und das herzgebreche de Wolfgang Groos : Tanja Doretti
- 2016 : Coup de foudre par SMS (SMS für Dich) d'elle même : Clara
- 2016 : Rico, Oskar und der Diebstahlstein de Neele Leana Vollmar : Tanja Doretti
- 2018 : Die kleine Hexe de Mike Schaerer

#### Courts métrages
- 2005 : Cœur d'anémone (Anemonenherz)
- 2010 : So wie wir hier zusammen sind : Hilde

### Télévision

#### Téléfilms
- 2000 : Küss mich, Frosch : Mary
- 2004 : Prinzessin macht blau : Princesse Sophia
- 2006 : Deutschmänner : Bianca
- 2006 : Peer Gynt de Uwe Janson : Solvejg
- 2008 : Une jeunesse berlinoise (Das Wunder von Berlin) de Roland Suso Richter : Anja Ahrendt
- 2009 : Die Gänsemagd (série TV Sechs auf einen Streich) de Sibylle Tafel : Princesse Elisabeth

#### Séries télévisées
- 2006 : Die Kinder der Flucht : Ursula Waage (1 épisode)
- 2017 : You Are Wanted : Lena Arandt (5 épisodes)

### Réalisatrice
- 2012 : Mittelkleiner Mensch (court métrage) - également scénariste
- 2016 : Coup de foudre par SMS (SMS für Dich) - également scénariste
- 2018 : Sweethearts